# The Garfield Show
The Garfield Show (Garfield et Cie) è una serie animata francese, creata in computer grafica, da Jim Davis e prodotta da Dargaud Media; è ispirata al fumetto di Jim Davis, con protagonista il gatto Garfield. In Francia la serie è andata in onda per la prima volta su France 3 il 22 dicembre 2009.
In Italia è andata in onda su Boomerang il 7 settembre 2009 e successivamente su Boing il 31 gennaio 2012.

## Trama
Garfield il gatto, e gli altri personaggi suoi amici, vivono nella città di Marion nell'Indiana, USA, a cavallo tra il ventesimo e il ventunesimo secolo, con diversi tipi di avventure, da quelle quotidiane a quelle in cui si manifestano veri e propri fenomeni paranormali.
In uno degli episodi Garfield afferma di trovarsi in Kansas, ma, a causa di particolari caratteristiche geografiche, si dimostra che non è vero. Accade spesso, soprattutto da parte di Garfield, la violazione della quarta parete: i personaggi si rivolgono ai telespettatori facendo commenti sull'episodio stesso o rilevando il fatto di trovarsi in un cartone animato; a volte si vedono registi che riprendono Garfield in casa sua, o su un set cinematografico che riproduce la casa dello stesso Garfield.

## Personaggi

### Principali
- Garfield, il protagonista della serie, è un gatto soriano arancione, pigro e sovrappeso, ma dotato di grande intelligenza. Ama mangiare a sbafo, dormire, guardare la TV, tormentare Odie e il postino con scherzi e imbrogliare Vito e Jon. Spesso risolve situazioni intricate e a volte salva il mondo. Non si ciba di altri animali solitamente. Orfano, viene adottato prima da un negozio di animali e poi da Jon, il fumettista. Il suo compleanno è il 19 giugno. Molte gatte sono innamorate di lui, ma desidera solo Arlene, anche se tale relazione crea diversi malintesi. Ha un orsacchiotto di nome Pooky senza il quale non riesce a dormire. Doppiatore italiano: Massimiliano Plinio.
- Odie, è un beagle che ama riportare il bastone a chi glielo lancia. Il suo ex-padrone Lyman lo ha dato in custodia a Jon. Non parla, ma è in grado, abbaiando, di comunicare. Si dimostra affettuoso, fedele, ma soprattutto pauroso, ingenuo e non molto intelligente. Il suo compleanno è l'8 agosto.
- Jonathan Q. Arbuckle (Jon), è il padrone di Garfield e Odie. È un fumettista e vuole molto bene a Garfield, nonostante quest'ultimo combini sempre guai. Ha paura dei topi e vuole che Garfield faccia il suo dovere. Suo padre si chiama Hank e sua madre Natasha. Doppiatore italiano: Federico Di Pofi.
- Squeak, è un topo che vive abusivamente in casa di Jon. Ha fatto un patto con Garfield per vivere da lui a condizione di non essere visto dallo stesso Jon.
- Nermal, è un gatto soriano grigio, alquanto insopportabile e narcisista, per liberarsene Garfield lo spedisce dentro uno scatolone in luoghi remoti come Abu Dhabi. Si vanta di essere il gatto più carino del mondo, dato che nei concorsi di bellezza per felini arriva sempre primo. Il suo padrone è ignoto e spesso è ospite a casa di Garfield. Il suo compleanno è il 3 settembre. Doppiatore italiano: Emiliano Reggente.
- Arlene, è una sarcastica gatta siamese e Garfield è fidanzato con lei. Doppiatrice italiana: Ilaria Giorgino.
- Harry, è un gatto randagio, amico e rivale di Garfield. Parla con un accento napoletano, mentre nella versione originale parla con accento corso, per procurarsi del cibo rovista nella spazzatura.
- Elizabeth Wilson (Liz), è la veterinaria di Garfield, padrona di Arlene e fidanzata di Jon. Si occupa anche di animali selvatici e della fattoria. Suo padre si chiama Roberth e sua madre Betty. Doppiatrice italiana: Gilberta Crispino.
- Vito Cappelletti, è il pizzaiolo italo-americano preferito da Garfield. Secondo Garfield, Vito cucina la migliore pizza dell'universo. Le sue specialità sono le lasagne e la pizza marinara. In un episodio, si scopre che è originario di un paese della Provincia di Venezia Doppiatore italiano: Emiliano Reggente.
- Doc Boy Arbuckle (Dottorino o Doc), è il fratello minore di Jon che possiede una fattoria. Jon lo prende sempre in giro chiamandolo "Dottorino" con sua grande irritazione. Doppiatore italiano: Andrea Lavagnino.
- Eddie il Cuoco, è un cuoco, nonché critico culinario di fama internazionale e conduttore di un programma televisivo. Pesa la bellezza di 400 chili e mangia persino più di Garfield. Doppiatore italiano: Alberto Caneva.
- Drusilla e Minerva Arbuckle, sono gemelle e cugine di Jon. Drusilla ha gli occhiali rossi, Minerva ha gli occhiali verdi e corregge Drusilla quando sbaglia a chiamarla per nome. Insieme si divertono a vestire e truccare con abiti femminili Garfield, Odie e Nermal.
- Zia Ivy, è la zia di Jon e di Drusilla e Minerva. È dispotica con Jon ed i suoi animali, dato che vuole essere sempre servita da loro. Tuttavia assume un atteggiamento diverso con la sua sorella gemella Ester. Doppiatrice italiana: Monica Pariante.
- Hermann Post, è il postino, vittima preferita degli scherzi di Garfield, ancora più di Odie. Doppiatore italiano: Alberto Bognanni.
- Dr. Whipple, ricopre diversi ruoli: veterinario, scienziato, inventore, sfruttatore di animali e truffatore. Dopo essere finito in prigione, si ravvede e diventa uno psicologo per animali e persone.
- Prof. Thaddeus Angus Bonkers McGluen, è uno scienziato che fa invenzioni per soddisfare il proprio ego, per poi distruggerle evitando che qualcuno le usi per scopi malvagi. Doppiatore italiano: Pierluigi Astore.
- Al, è un accalappiacani incapace; per un po' di tempo gli è stato affiancato un collega imbranato come lui, di nome Pitt. Il suo capo lo rimprovera sempre.
- Ester Cauldron, abita vicino alla casa di Jon ed è una strega che vive in questo mondo insieme al suo corvo che ripete in continuazione Giammai. Ha due nipoti: Winona professoressa alla scuola per streghe e Habbygaile studentessa della stessa scuola.

## Episodi
| Stagione         | Segmenti | Episodi | Prima TV originale | Prima TV Italia |
| ---------------- | -------- | ------- | ------------------ | --------------- |
| Prima stagione   | 52       | 26      | 2008-2009          | 2009            |
| Seconda stagione | 50       | 26      | 2010               |                 |
| Terza stagione   | 43       | 26      | 2011-2012          |                 |
| Quarta stagione  | 26       | 27      | 2013-2014          |                 |

## Problemi legali
Dopo la trasmissione della seconda stagione in Italia, il Movimento Neoborbonico e il Parlamento Due Sicilie hanno denunciato la serie per il doppiaggio italiano di Harry, un gatto ladro con un accento napoletano.